# Endemic Bird Area
Endemic Bird Area – wyznaczany przez BirdLife International obszar służący ochronie endemicznych gatunków ptaków lub gatunków o ograniczonym zasięgu (określane jako restricted-range species). W większość obszarów EBA (83%) podstawowy typ środowiska stanowią lasy. Do utworzenia EBA wymagana jest obecność na danym obszarze co najmniej dwóch gatunków o ograniczonym zasięgu. Często EBA obejmuje wyspę lub pasmo górskie, większość umieszczona jest w strefie tropikalnej lub subtropikalnej. Łącznie stanowią powierzchnię około 7 300 000 km², zaś obszar pojedynczego terenu stanowi od kilku km² po ponad 100 000 km².